# Gari pseudoweinkauffi
Gari pseudoweinkauffi is een tweekleppigensoort uit de familie van de Psammobiidae. De wetenschappelijke naam van de soort is voor het eerst geldig gepubliceerd in 1989 door Cosel.